# Rainulf al II-lea de Alife
Rainulf al II-lea sau Ranulf (n. 1093 – d. 30 aprilie 1139, Troia, Apulia, Italia) a fost conte de Alife și Caiazzo, ca și, pentru o vreme, duce de Apulia. El era membru al clanului normand Drengot, care s-a aflat la conducerea Aversei și a Capuei în cea mai mare parte a secolului dintre 1050 și 1150. Ca al treilea membru al familiei purtând numele de Rainulf, el a fost uneori numit ca Rainulf al III-lea. Soția sa, Matilda, era sora lui Roger al II-lea al Siciliei.
Rainulf al II-lea a fost fiul lui Robert, conte de Alife și de Caiazzo, cu Gaitelgrima. Bunicul său a fost Ranulf I de Alife, frate al lui Richard I de Capua.

## Biografie

### Creșterea influenței
În iulie 1127, ducele Guillaume al II-lea de Apulia a murit. Contele Roger al II-lea de Sicilia a considerat că ducatul îi revine de drept. Cu toate acestea, lui i s-a opus majoritatea nobililor normanzi din Italia de sud, bucurându-se de sprijinul papei Honoriu al II-lea. Un punct de sprijin pentru această opoziție îl putea reprezenta singurul principe independent din sudul Italiei, contele Iordan de Ariano, însă acesta a murit și el la 12 august 1127. Moștenitorul său era principele Iordan al II-lea de Capua, la a cărui moarte prematură fiul său, Robert al II-lea de Capua a devenit principe. Principalul senior a rămas astfel Rainulf de Alife.
În decembrie, papa Honoriu a vizitat Capua, un aliat de nădejde al papalității, organizând acolo rezistența față de pretențiile lui Roger, atrăgându-i atât pe Rainulf cât și pe Robert la cauza sa. Suveranul pontif le-a promis acestora ca toți cei care ar fi urmat să participe în campania împotriva lui Roger ar fi fost absolviți de păcate, dând astfel acțiunii un caracter cruciat. Comanda lui Robert s-a dovedit infructuoasă, astfel încât Rainulf a devenit curând conducătorul opoziției față de dinastia Hauteville. Atunci când Roger a sosit în peninsulă cu o armată, Rainulf a încercat organizarea rezistenței, în special în Troia, însă a trebuit să renunțe atunci când Roger amenința cu invazia propriile sale teritorii. În cele din urmă, negocierile rebelilor cu Roger au condus la încheierea unui armistițiu, prin care papa Honoriu îl învestea pe Roger ca duce de Apulia și Calabria în august 1128.
Rainulf s-a dovedit loial față de Roger după încoronarea acestuia ca rege al Siciliei din 30 decembrie 1130. În 1131, el și Robert au preluat o forță de 200 de cavaleri la solicitarea lui Roger, mergând către Roma, pentru a-și demonstra sprijinul față de antipapa Anaclet al II-lea. Cu toate acestea, pe când Rainulf se afla plecat la Roma, soția sa, Matilda, împreună cu fiul ei, au fugit la fratele ei Roger în Salerno, invocând anumite acte de cruzime ale lui Rainulf. Roger l-a chemat pe Rainulf în fața curții, însă acesta a refuzat să compară. Roger a fost nevoit, în lipsa vasalului său, să anexeze comitatul de Avellino de la Richard, fratele lui Rainulf. Rainulf a solicitat restituirea atât a soției cât și a titlului de conte. Ambele solicitări au fost respinse, iar Rainulf a părăsit Roma, împotriva ordinelor primite. Roger i-a acordat șansa să se supună de formă la Salerno, însă Rainulf s-a deplasat la Robert, care de asemenea părăsise Roma, iar cei doi au pus bazele unui plan pentru o altă rebeliune împotriva regelui Roger.

### Conducător al rebelilor

Sudul Italiei în 1112

În curând, cei mai mulți dintre baronii din peninsulă s-au regrupat în spatele conducătorilor rebeliunii. Roger al II-lea a fost pentru o vreme distras de la vreo acțiune ca urmare a unei rebeliuni din Apulia, însă, după capitularea principelui Grimoald de Bari, el și-a putut concentra eforturile pentru a contracara pe renegații din Capua. Aceștia au ocupat Benevento, un aliat atât al papei cât și al regelui, și s-au îndreptat către armata regală a lui Roger. Roger se afla pe drum pentru a asedia Nocera, însă a fost îmntâmpinat de armata rebelilor: Robert pe partea stângă, iar Rainulf pe dreapta. În 24 iulie, cele două armate s-au ciocnit în bătălia de la Nocera. Victoria a fost de partea rebelilor, iar Roger a trebuit să se retragă.
O numeroasă armată sub comanda împăratului Lothar al II-lea al Sfântului Imperiu Roman era așteptată, însă împăratul, după încoronarea sa, a părăsit Italia, în pofida apelurilor lui Rainulf. Ca urmare, în acel an, 1133, Roger a avut puterea de a reveni în peninsulă din Sicilia și să anihileze parte din succesele rebeliunii. Însă noi răscoala au avut loc. Rainulf i-a acordat sprijin armat lui Tancred de Conversano, sub comanda lui Roger de Plenco, însă pe de altă parte aștepta întăriri dinspre Pisa și Genova. Rainulf a eșuat în a menține Nocera, iar Robert de Capua a fugit spre nord. Până în iunie 1134, proprii susținători ai lui Rainulf s-au risipit, iar el a fost astfel nevoit să încheie pacea cu regele Siciliei. Potrivit cronicarului Alexandru din Telese, cei doi s-au sărutat și îmbrățișat, așa încât "cei care erau de față au fost văzuți vărsând lacrimi e mare bucurie". Ceea ce Rainulf a obținut de la începutul rebeliunii era retrocedat, însă soția și fiul său îi erau restituiți în mod amiabil.
În 1135, o flotă pisană ce îl conducea pe Robert de Capua a lăsat ancora în Napoli. Existând zvonuri asupra morții regelui Roger, Rainulf s-a unit cu Robert și cu ducele Sergiu al VII-lea de Neapole, pregătindu-se de asediu.
În 1136, împăratul Lothar al II-lea și ducele de Bavaria, Henric "cel Mândru", au coborât în peninsulă pentru a acorda sprijin celor trei rebeli. Rainulf, împreună cu Robert și cu Henric, a preluat comanda unui contingent de trupe pentru a asedia capitala peninsulară a Regatului Siciliei, Salerno. Orașul s-a predat și puternica armată de germani și normanzi a pornit în marș către sud, spre Apulia. Reușind astfel să plaseze cea mai mare parte din Italia de sud sub controlul său, Lothar a hotărât să impună un nou duce de Apulia și, dat fiind că Robert și Sergiu erau deja în stăpânirea de teritorii extinse, Rainulf a fost cel ridicat în această poziție. Lothar a pretins dreptul de învestitură, însă la fel a făcut și papa Inocențiu al II-lea; împăratul s-a bazat pe temeiul că Henric al III-lea îl numise pe Drogo de Hauteville în 1047, în vreme ce papa mergea pe precedentul în care papa Nicolae al II-lea îl ridicase pe Robert Guiscard la statutul ducal în 1059. Împreună, papa și împăratul i-au acordat puterea lui Ranulf în Salerno, iar germanii au plecat acasă, lăsându-l pe Rainulf să își apere greu câștigatul ducat. Ranulf l-a acompaniat pe împărat până la Aquino și a primit 800 de cavaleri pentru a purta lupta mai departe.

### Conducerea ducală și moartea
La 30 octombrie 1137, în bătălia de la Rignano, Rainulf s-a confruntat cu principalul său inamic, fiul lui Roger Roger, pe care regele Siciliei îl numise Duce de Apulia încă din 1134. Cu toate că tânărul Roger a luptat cu vitejie, regele Roger a trebuit să părăsească câmpul de luptă, iar aliatul său, ducele Sergiu al VII-lea de Neapole, a murit în luptă. Rignano a constituit cea de a doua mare victorie a lui Rainulf asupra lui Roger (dupa cea de la Nocera), îns, ca și cea dintâi, nu a avut efect de durată. Totuși, campania lui Roger din 1138 a fost un eșec, iar Rainulf părea sigur pe pozițiile sale, chiar și fără a stăpâni Salerno. În cele din urmă, Rainulf a căzut răpus de febră la Troia, capitala sa, și a murit la 30 aprilie 1139. El a fost înmormântat în catedrala acelui oraș, iar mai târziu Roger i-a exhumat corpul, pentru a-l reînhuma mai târziu. În timp ce istoricul John Julius Norwich consideră că „durerea care a însoțit moartea sa a fost mai mare decât ceea ce merita”, cronicarul contemporan Falco de Benevento menționează că moartea acestui virum bellicosum et magnanimum a fost însoțită de jeluirea fecioarelor și smulgerea părului de către cei de față.